# يوم الأجداد
يوم الأجداد (بالإنجليزية: Forefathers' Day) عطلة يُحتفَل بها في بليموث في ماساتشوستس في الولايات المتحدة في الثاني والعشرين من ديسمبر من كل عام.
اليومُ إحياءٌ لذكرى وصول آباء الحجاج إلى منطقة بليموث في ماساتشوستس في 21 من ديسمبر في عام 1620 حيث احتُفِل بهذا اليوم لأول مرة في بليموث في ماساتشوسيس في عام 1769.
يقوم نادي المستعمرة القديمة (بالإنجليزية: The Old Colony Club) ومجتمع المايفلاور (بالإنجليزية: Mayflower Society) كل عام بالاحتفال بيوم الأجداد وقد أقروا هذا اليوم «لتكريم الأجداد».
يبدأ الاحتفال في الساعة 6:00 صباحًا بمسيرة الأعضاء إلى قمة تل كول بجوار تمثال ماساويت، ثم بعد ذلك يُقرَأ الإعلان الذي يُكرم الأجداد ويقومون بطقوس يتخلَّلُها إطلاق مدفع النادي.
يقوم كل من نادي المستعمرة القديم ومجتمع ماي فلور بتناول عشاء سوكوتاش كجزء من احتفالهم، حيث أنهم يعتبرون طبق سوكيتاش جزءًا من عيد الشكر، و على عكس التغييرات الطارئة على طبق السوكيتاش فإنه يُقدم في بليموث على شكل مرقٍ يحتوي على قطع كبيرة من الطيور واللحوم المقطعة إلى شرائح على المائدة.
وعندما يُصادف الثاني والعشرين يوم الأحد فإن نادي ذي أولد كولوني يحتفل بيوم الأجداد في يوم الاثنين التالي.
كما أنه يوجد بعض الجدال الطيب بين نادي ذي أولد كولوني ومجتمع ماي فلور، والحقيقة البسيطة هي أن الاحتفال يحدث في يومين منفصلين بحيث يُسمح لأعضاء كلا المجتمعين بالمشاركة في كلا الاحتفالين.
وحين حدث تعديل لتاريخ هذا الاحتفال حسب التقويم الغريغوري، تم إنشاء الذكرى خطأً في 22 ديسمبر بدلاً من 21 ديسمبر.